# Silbermine (Phantasialand)
Silbermine (Nederlands: Zilvermijn) was een darkride in het Duitse attractiepark Phantasialand. De darkride lag in het themagebied Mexico.

## Geschiedenis
In 1978 werd begonnen met de bouw van het westelijk gedeelte van Phantasialand. In het plan voor dit nieuwe gedeelte was de bouw van de darkride Silbermine er een van. Eerst werd begonnen met de bouw van het themagebied China Town. Nadat in 1981 de bouwvergunning was aangevraagd en goedgekeurd, kon in november 1982 begonnen worden met de bouw van Silbermine, waarin de attractiebouwer Anton Schwarzkopf een groot aandeel had. Uiteindelijk werd in 1984 de attractie geopend. In 2001 werden op last van de brandweer 26 nooduitgangborden geplaatst.
Begin 2014 werd de attractie gesloten om afgebroken te worden. De attractie werd vervangen door het themagebied Klugheim.

## Rit
Bezoekers kwamen vanaf de wachtrij op een draaischijf terecht die als instapperron figureert. Vanaf de draaischijf konden bezoekers in een van de mijntreinen stappen. Het eerste gedeelte van de rit kwamen bezoekers langs verschillende scènes die te maken met mijnbouw. Verschillende langs de bouw opgestelde animatronics waren aan het werk in de mijn. Vervolgens reed de mijntrein door een tunnel, waarbij hetzelfde effect opgewekt werd als bij een madhouse. De tunnel draaide verschillende richtingen op en de baan kantelde een paar graden. De baan zal hierna een aantal meter stijgen, waarna de bezoekers langs en door verschillende scènes kwam die veel weg hebben van een Mexicaans dorp. Er werd feestgevierd, maar ook gevochten.

## Techniek
Het transportsysteem bestond uit meerdere mijntreinen die samen één trein vormden. Het zogenaamde endless chain system. De trein was dus 'eindeloos'. Per trein konden 45 personen plaatsnemen. De afstand van de baan was 307 meter en de gemiddelde snelheid lag rond de 2,3 km/u. Bezoekers kregen tijdens de rit een veiligheidsbeugel voor zich.

## Afbeeldingen

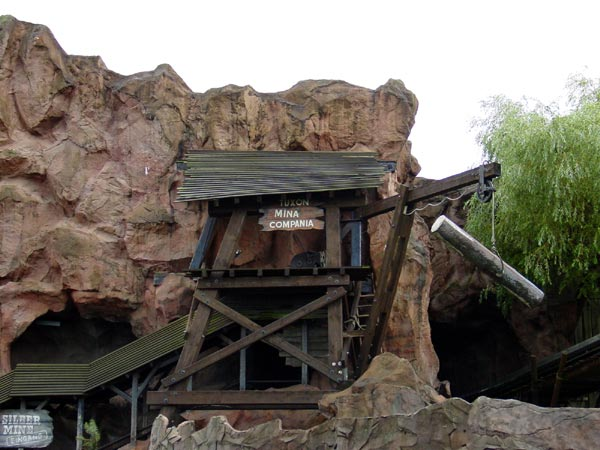
Exterieur
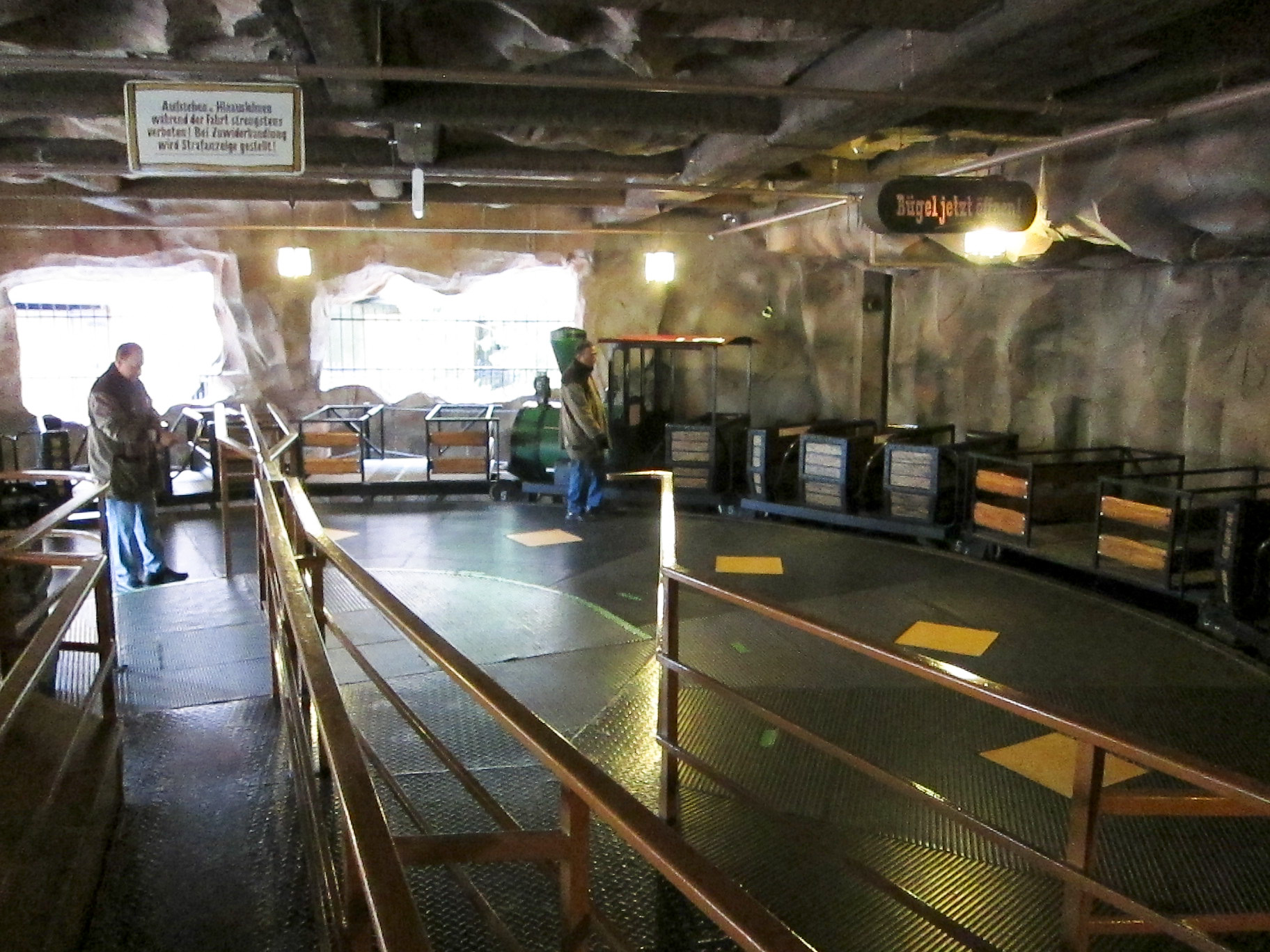
Station
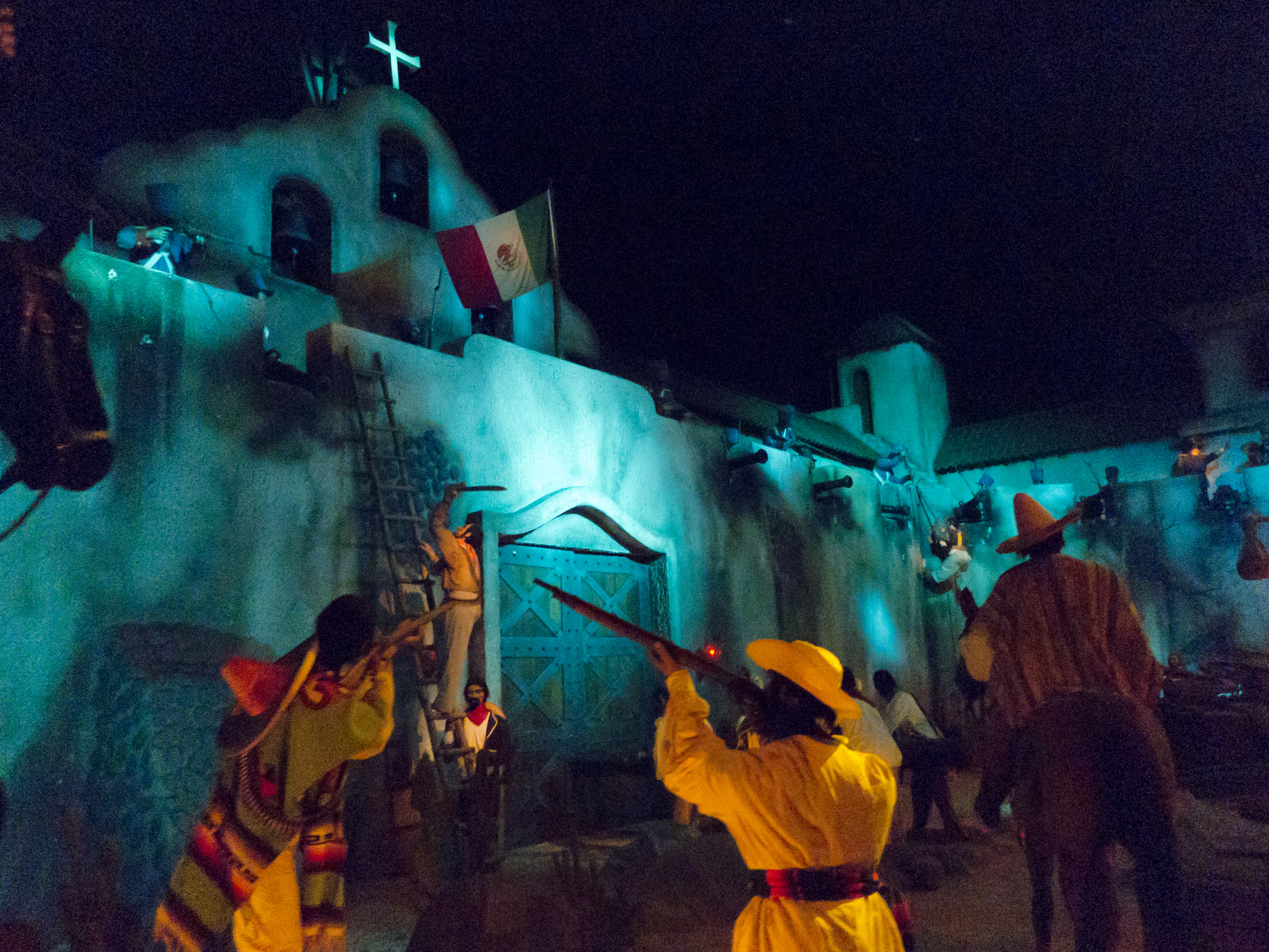
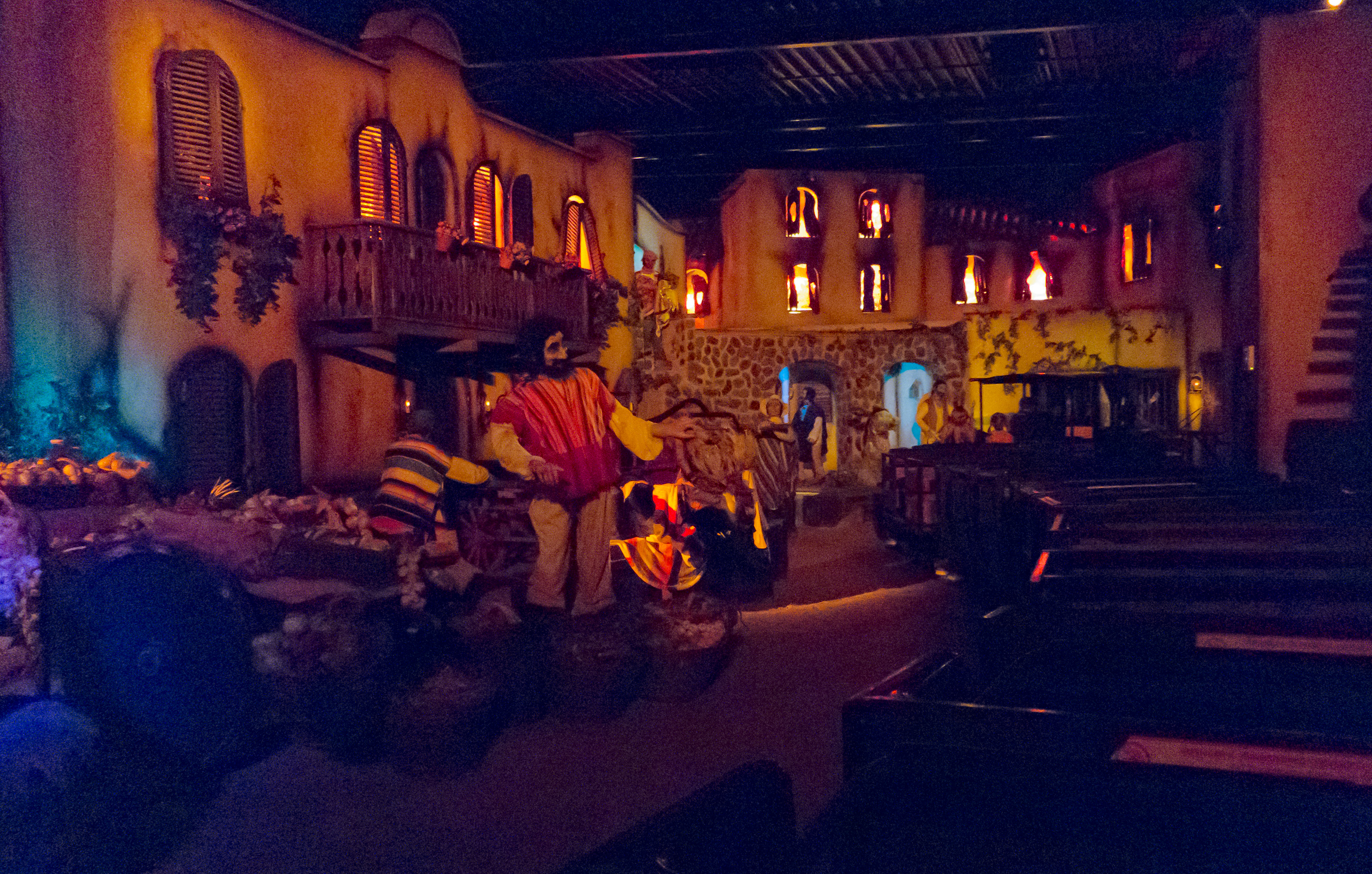
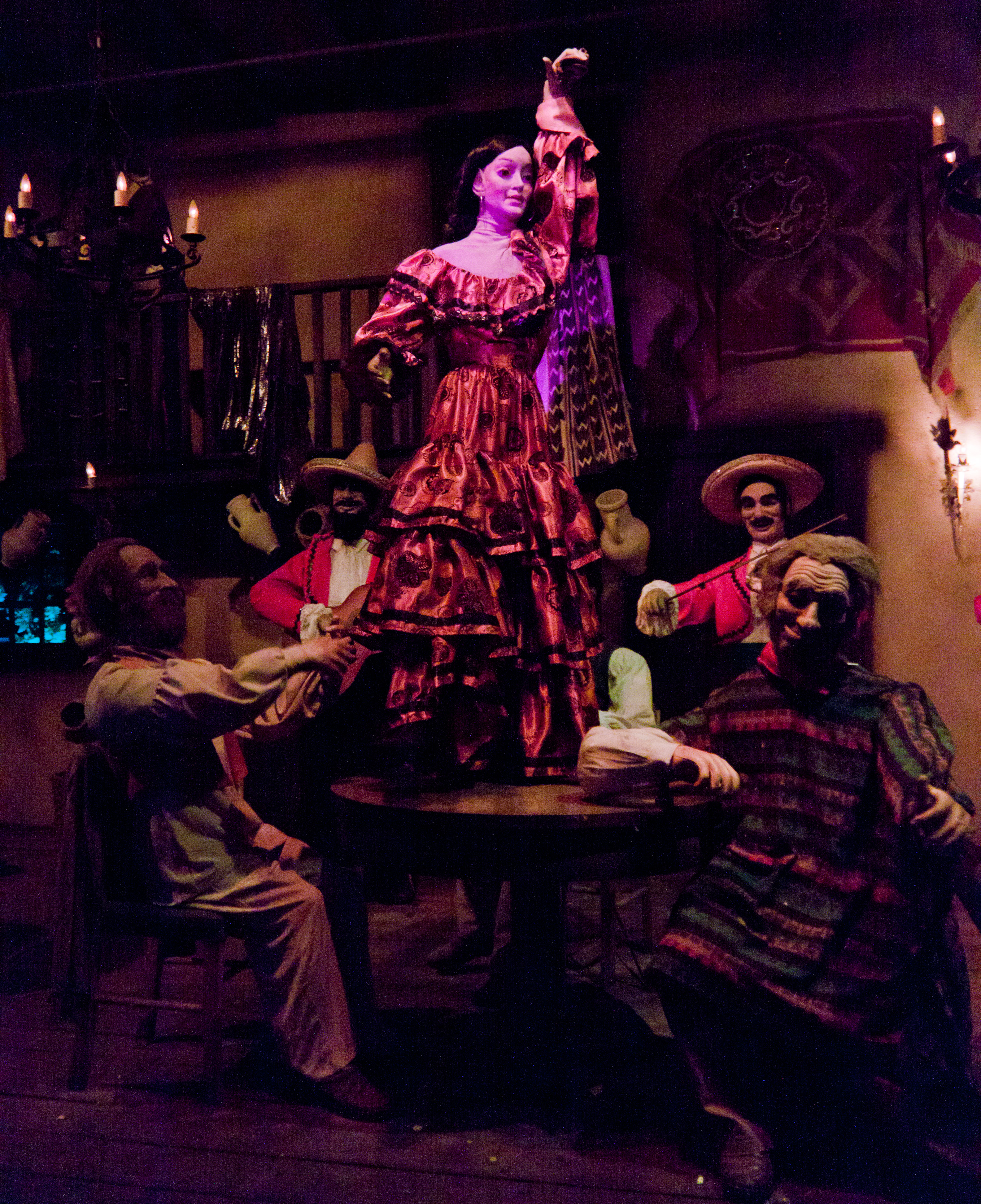

Lijst van attracties in Phantasialand · Quick Pass · afbeeldingen